# فدراسیون وزنه‌برداری اروپا
فدراسیون وزنه‌برداری اروپا (انگلیسی: European Weightlifting Federation) (با علامت اختصاری به انگلیسی: EWF) در سال ۱۹۶۹ میلادی تأسیس شد، نهاد ناظر و ساماندهی مسابقات قهرمانی وزنه‌برداری اروپا است. فدراسیون وزنه‌برداری اروپا یک «نهاد قاره ای شناخته شده» است که در زیر ردۀ فدراسیون بین‌المللی وزنه‌برداری قرار دارد.

## رویدادها
| ردیف | رویداد                                         | تاریخ |
| ---- | ---------------------------------------------- | ----- |
| ۱    | وزنه‌برداری قهرمانی اروپا                       | ۱۸۹۶  |
| ۲    | وزنه‌برداری قهرمانی اتحادیه اروپا               | ۱۹۷۳  |
| ۳    | وزنه‌برداری جام اتحادیه اروپا                   | ۲۰۱۴  |
| ۴    | وزنه‌برداری قهرمانی زیر ۲۳ سال اروپا            | ۲۰۰۹  |
| ۵    | وزنه‌برداری قهرمانی جوانان اروپا (U20)          | ۱۹۷۳  |
| ۶    | وزنه‌برداری قهرمانی نوجوانان اروپا (U17)        | ۲۰۰۳  |
| ۷    | وزنه‌برداری قهرمانی نونهالان اروپا (U15)        | ۲۰۱۳  |
| ۸    | وزنه‌برداری قهرمانی پیشکسوتان اروپا (۳۵ تا +۸۰) | ۱۹۹۲  |